# Гранітово (Ямбольська область)
Грані́тово (болг. Гранитово) — село в Ямбольській області Болгарії. Входить до складу общини Єлхово.

## Населення
За даними перепису населення 2011 року у селі проживали 607 осіб.
Національний склад населення села:
| Національність   | Кількість осіб | Відсоток |
| ---------------- | -------------- | -------- |
| болгари          | 306            | 81,6%    |
| цигани           | 67             | 17,9%    |
| турки            | 0              | 0%       |
| Всього відповіли | 375            |          |

Розподіл населення за віком у 2011 році:
Динаміка населення: